# Marengo (konj)
Marengo je bio Napoleonov konj.